# Vatikanski državni tajnik
Državni tajnik Njegove svetosti (tudi kardinal državni tajnik; latinsko: Secretarius Status Sanctitatis Suae, italijansko: Segretario di Stato di Sua Santità) je predsedujoči državnemu tajništvu Rimske kurije. 
Državno tajništvo je pristojno za politične in diplomatske odnose Svetega sedeža. Funkcija državnega tajnika, ki je po naslovu kardinal, je primerljiva z vlogo predsednika vlade. Državnega tajnika izbirajo za nedoločen čas, njegova funkcija pa preneha s smrtjo ali odstopom papeža.